# Campionati italiani di duathlon sprint del 2008
I Campionati italiani di duathlon sprint del 2008 (I edizione) sono stati organizzati dalla Federazione Italiana Triathlon e si sono tenuti a Busto Arsizio in Lombardia, in data 13 aprile 2008.
Tra gli uomini ha vinto Massimo De Ponti ( Carabinieri), mentre la gara femminile è andata a Laura Giordano (Silca Ultralite).

## Risultati

### Élite uomini
| Pos. | Atleta               | Società sportiva       | Corsa    | Bici     | Corsa    | Totale   |
| ---- | -------------------- | ---------------------- | -------- | -------- | -------- | -------- |
|      | Massimo De Ponti     | Carabinieri            | 00:14:20 | 00:29:03 | 00:07:05 | 00:51:49 |
|      | Alessio Picco        | T.D. Rimini            | 00:14:21 | 00:29:05 | 00:07:14 | 00:52:02 |
|      | Fausto Dotti         | Poletti                | 00:14:39 | 00:28:41 | 00:07:18 | 00:52:06 |
| 4    | Massimiliano Sansone | Minerva Roma           | 00:15:00 | 00:28:18 | 00:07:44 | 00:52:40 |
| 5    | Matteo Pigoni        | Energytri              | 00:14:18 | 00:30:00 | 00:07:12 | 00:52:49 |
| 6    | Lorenzo Stefani      | Jhonny Tri Forhans     | 00:14:39 | 00:29:37 | 00:07:19 | 00:52:55 |
| 7    | Fabio Guidelli       | Jhonny Tri Forhans     | 00:14:40 | 00:29:38 | 00:07:17 | 00:52:56 |
| 8    | Claudio Oriana       | Triathlon Lecco        | 00:14:43 | 00:29:33 | 00:07:20 | 00:52:57 |
| 9    | Massimo Torsani      | T.D. Rimini            | 00:15:00 | 00:29:11 | 00:07:25 | 00:52:59 |
| 10   | Andrea Secchiero     | Protek Triathlon Rho   | 00:14:45 | 00:29:36 | 00:07:23 | 00:53:00 |
| 11   | Corrado Armuzzi      | T.D. Rimini            | 00:14:45 | 00:29:33 | 00:07:24 | 00:53:02 |
| 12   | Orazio Bottura       | Triathlon Team Brianza | 00:15:02 | 00:29:16 | 00:07:30 | 00:53:08 |
| 13   | Riccardo Alvano      | T.D. Rimini            | 00:15:00 | 00:29:15 | 00:07:29 | 00:53:15 |
| 14   | Marco Verardo        | T.D. Rimini            | 00:14:45 | 00:29:40 | 00:07:31 | 00:53:19 |
| 15   | Andrea Pasquinelli   | Poletti                | 00:15:00 | 00:29:19 | 00:07:40 | 00:53:23 |
| 16   | Lorenzo Boeris       | Peperoncino Team       | 00:15:02 | 00:29:16 | 00:07:46 | 00:53:25 |
| 17   | Alessandro Brustia   | Poletti                | 00:15:02 | 00:29:06 | 00:07:50 | 00:53:26 |
| 18   | Piergiorgio Conti    | T.D. Rimini            | 00:15:04 | 00:29:15 | 00:07:42 | 00:53:30 |
| 19   | Stefano Cerlini      | Los Tigres             | 00:15:00 | 00:29:19 | 00:07:52 | 00:53:44 |
| 20   | Cristiano Sgrazzutti | Udine Triathlon        | 00:15:01 | 00:29:15 | 00:08:05 | 00:54:06 |

### Élite donne
| Pos. | Atleta              | Società sportiva               | Corsa    | Bici     | Corsa    | Totale   |
| ---- | ------------------- | ------------------------------ | -------- | -------- | -------- | -------- |
|      | Laura Giordano      | Silca Ultralite                | 00:16:18 | 00:34:02 | 00:08:04 | 01:00:01 |
|      | Maria Alfonsa Sella | T.D. Rimini                    | 00:16:49 | 00:34:16 | 00:08:12 | 01:00:54 |
|      | Ljudmilla Di Bert   | Triathlon Cremona Stradivari   | 00:16:55 | 00:34:12 | 00:08:16 | 01:01:01 |
| 4    | Annamaria Mazzetti  | Friesian Team                  | 00:16:56 | 00:34:09 | 00:08:52 | 01:01:14 |
| 5    | Laura Mazzucco      | Alba Triathlon                 | 00:17:11 | 00:34:15 | 00:08:56 | 01:02:01 |
| 6    | Alexa Giussani      | Atletica Bellinzago            | 00:17:12 | 00:35:23 | 00:08:23 | 01:02:37 |
| 7    | Monica Cibin        | Triathlon Cremona Stradivari   | 00:17:44 | 00:34:46 | 00:08:40 | 01:02:57 |
| 8    | Angela Serena       | Freezone                       | 00:17:44 | 00:34:25 | 00:08:39 | 01:03:01 |
| 9    | Daniela Pallaro     | Padova Triathlon               | 00:18:08 | 00:34:26 | 00:08:39 | 01:03:07 |
| 10   | Laura Pederzoli     | Fumane Triathlon Zenage        | 00:17:55 | 00:34:39 | 00:08:47 | 01:03:12 |
| 11   | Elisabetta Stampi   | T.D. Rimini                    | 00:18:37 | 00:33:55 | 00:08:53 | 01:03:14 |
| 12   | Daniela Locarno     | Los Tigres                     | 00:18:57 | 00:33:29 | 00:09:11 | 01:03:22 |
| 13   | Cinzia Tenchini     | Pro Piacenza Team              | 00:18:22 | 00:34:38 | 00:08:49 | 01:03:33 |
| 14   | Patrizia Dorsi      | Pro Piacenza Team              | 00:18:37 | 00:33:55 | 00:09:15 | 01:03:33 |
| 15   | Jacqueline White    | Torino 3                       | 00:19:02 | 00:33:29 | 00:09:19 | 01:03:37 |
| 16   | Silvia Serafini     | T.D. Rimini                    | 00:18:41 | 00:33:32 | 00:09:34 | 01:03:50 |
| 17   | Elisa Pavanetto     | Ironbiella                     | 00:17:44 | 00:35:08 | 00:09:20 | 01:04:22 |
| 18   | Martina Contorni    | Jhonny Tri Forhans             | 00:18:19 | 00:34:46 | 00:09:24 | 01:04:32 |
| 19   | Giuliana Lamastra   | Trisports.it Team              | 00:18:37 | 00:33:36 | 00:09:28 | 01:04:38 |
| 20   | Bruna Cancelli      | Junior Club Triathlon Vigevano | 00:19:00 | 00:33:57 | 00:09:30 | 01:04:43 |